# Manfred Schreiber
Manfred Schreiber (* 3. April 1926 in Hof (Saale); † 6. Mai 2015) war ein deutscher Jurist und Polizeibeamter. Er war von 1963 bis 1983 Polizeipräsident des Polizeiamtes München bzw. des Polizeipräsidiums München.

## Leben und Wirken

### Studium und frühe Karriere
Manfred Schreiber machte 1943 das Notabitur am Jean-Paul-Gymnasium Hof und wurde Flakhelfer. Nach dem Reichsarbeitsdienst wurde er zur Wehrmacht eingezogen und an der Front schwer verwundet.
Nach dem Krieg studierte Schreiber, zunächst noch auf einen Rollstuhl angewiesen, Rechtswissenschaft an der Ludwig-Maximilians-Universität München, wo er 1947 dem ersten gewählten Allgemeinen Studierendenausschuss vorsaß. Er absolvierte 1948 sein erstes und 1952 sein zweites juristisches Staatsexamen und wurde promoviert.
1952 trat er ins Sicherheitsreferat der Regierung von Oberbayern ein. Ab 1956 leitete er die Abteilung Personal, Ausbildung und Rechtskunde der bayerischen Bereitschaftspolizei in München. Von 1960 bis 1963 war Schreiber Kriminaldirektor und Leiter der Kriminalpolizei bei der Stadtpolizei München. In seiner Amtszeit wurden ab 1961 Straftaten mit unbekannten Tätern bei der Lochkartenstelle digitalisiert, wozu Rechenzeit auf einer IBM 650 angemietet wurde. Ab 1965 wurden ebendort Merkmale gestohlener Gegenstände digitalisiert.

### Polizeipräsident von München

#### „Münchner Linie“
In den 1960er Jahren gab es im Münchner Stadtrat Überlegungen, das Amt des Polizeipräsidenten mit dem des Leiters des Ordnungsamtes zusammenzufassen. Die Vorgänger von Schreiber waren Dezernenten, berufsmäßige Stadträte, für sechs Jahre durch den Stadtrat gewählt. Der Stadtrat änderte daraufhin den Geschäftsverteilungsplan. Schreiber wurde zum Beamten auf Lebenszeit ernannt.
Unter Schreiber begann die Münchner Polizei, gegenüber öffentlichen politischen Protesten weniger konfrontative Interventionsstrategien zu verfolgen. Als Konsequenz aus den Schwabinger Krawallen stellte Schreiber im Januar 1964 mit Rolf Umbach den ersten Polizeipsychologen der Stadtpolizei München ein.
Schreiber entwickelte auch die „Münchner Linie“. Massenproteste und Unruhen sollten möglichst im Vorfeld unterbunden werden. Sollte dies nicht gelingen, wollte man auf psychologische Überzeugungstaktik setzen. Gefordert waren größere Gelassenheit gegenüber unkonventionellem Verhalten der Jugendlichen und Verzicht auf spektakuläre Gewalteinsätze. Da Schreiber die Schwabinger Krawalle für ein „massenpsychotisches Ereignis“ hielt, räumte er der Polizeipsychologie erstmals beratende Funktion in Führungs- und Einsatzfragen ein. Neben dem Polizeipsychologischen Dienst institutionalisierte er auch eine mobile Pressestelle zur Öffentlichkeitsarbeit. Erprobt wurde diese Taktik erstmals bei einem Konzert der Rolling Stones 1967, bei dem die Polizei nicht in ihrer gewohnten blauen Uniform, sondern in weißen Hemden auftrat.
Während des ersten Banküberfalls mit Geiselnahme in der Bundesrepublik am 4. August 1971 in der Prinzregentenstraße leitete Schreiber anfangs den Polizeieinsatz, bis der Münchner Oberstaatsanwalt Erich Sechser die Einsatzleitung übernahm. Bei einem Schusswechsel wurden Dimitri Todorovs Komplize Hans Georg Rammelmayr und eine 19-jährige Geisel getötet.

#### Ordnungsbeauftragter der Olympischen Spiele 1972
1970 war Schreiber als Ordnungsbeauftragter des Nationalen Olympischen Komitees für Deutschland mit der Wahrnehmung aller zivilen Sicherheitsaufgaben zur Vorbereitung und Durchführung der XX. Olympischen Sommerspiele München betraut worden. Im Vorfeld hatte seine größte Sorge darin bestanden, dass München zu einem „Woodstock an der Isar“ werden könnte und dafür Sorge getragen, dass während der Spiele in Bayern keine Rockmusikfestivals stattfinden würden.
Bei der Geiselnahme von München am 5. September 1972 nahm eine Gruppe des „Schwarzen September“ 11 Sportler der israelischen Olympiadelegation als Geiseln und tötete zu Beginn dieser Aktion zwei der Sportler. Anschließend wurde die Freilassung von 236, überwiegend palästinensischen, Gefangenen aus israelischer Haft gefordert. Neben der Freilassung ihrer Landsleute wurde aber auch die Haftentlassung internationaler Gesinnungsgenossen gefordert, darunter die deutschen RAF-Terroristen Andreas Baader und Ulrike Meinhof und des Japaners Kōzō Okamoto.
Schreiber leitete den Krisenstab mit Bundesinnenminister Hans-Dietrich Genscher, Staatssekretär Sigismund von Braun als Vertreter des Außenministers Walter Scheel und dem bayerischen Innenminister Bruno Merk. Die Münchner Polizei war auf diese für sie unerwartete und völlig neue Situation personell, einsatztaktisch und ausrüstungmäßig nicht vorbereitet. Schreiber bemerkte später: „Wir waren von der Munition, vom Recht, aber auch von der Psyche und von der Absicht, die Spiele als friedliebende Spiele eines friedliebenden Deutschlands zu gestalten, überhaupt nicht vorbereitet.“ Die Hilfestellung anderer, nicht bayerischer Einsatzkräfte, wurde aufgrund des Einsatzprimates der Länderpolizeien nicht in Anspruch genommen. Der Einsatz von Bundeswehreinheiten oder anderer Spezialkräfte scheiterte aus verfassungsrechtlichen Bedenken.
Nach einem missglückten Befreiungsversuch der Polizei und einigen Verhandlungen rückten die Geiselnehmer von ihrer Hauptforderung ab und verlangten, mit ihren Geiseln nach Ägypten ausgeflogen zu werden. Der Krisenstab gab dieser Forderung pro forma nach, plante aber eine Befreiungsaktion auf dem Flugplatz Fürstenfeldbruck. Diese Aktion entwickelte sich aufgrund der völlig unzulänglichen Planung und der fehlenden Qualifikationen der eingesetzten Beamten zum totalen Fiasko. Alle israelischen Geiseln, die meisten der Geiselnehmer und ein Polizist wurden dabei getötet. Die Einsatztaktik der Sicherheitskräfte wurde später massiv kritisiert.

### Ministerialbeamter
Von 1984 bis 1988 leitete Schreiber die Abteilung Polizei im Bundesinnenministerium, zuletzt als Ministerialdirektor. Ab 1985 lehrte er als Honorarprofessor für Kriminologie und Kriminalstatistik an der Universität München.
Schreiber war Mitglied der SPD, aus der er 1979 wieder austrat.
Schreiber war zudem einer der Gründerväter der Opferorganisation „Weißer Ring“.

## Tod
Schreiber starb im Alter von 89 Jahren in München. Er wurde am 14. Mai 2015 auf dem Münchener Nordfriedhof begraben (Mauer links, 167–268). Die Münchner Polizei stellte ein Ehrengeleit.

## Auszeichnungen
- 1977: Verband der Motorjournalisten – Dieselring
- 1984: Verdienstkreuz 1. Klasse der Bundesrepublik Deutschland
- 1988: Großes Verdienstkreuz
- Bayerischer Verdienstorden
- 2013: Bayerische Staatsmedaille Innere Sicherheit

## Veröffentlichungen
- mit Georg Rieger: Meine persönliche Sicherheit. dtv, München 1989.
- Polizeilicher Eingriff und Grundrechte. Festschrift zum 70. Geburtstag von Rudolf Samper. Boorberg, Stuttgart u. a. 1982.
- mit Rudolf Birkl: Zwischen Sicherheit und Freiheit. Olzog, München 1977.